# Xilulosa

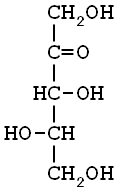
Proyección de Fischer de la L-xilulosa.

La xilulosa es una cetopentosa monosacárido con cinco átomos de carbono, incluyendo un grupo funcional cetona . 
Su fórmula química C5H10O5. En la naturaleza se presenta como isómeros L- y D-.
L-xilulosa se acumula en la orina de pacientes con pentosuria. Como la L-xilulosa es un azúcar reductor como la D-glucosa, los pacientes con pentosuria eran erróneamente diagnosticados diabéticos en el pasado.
Véase también:
- Arabinosa
- Desoxirribosa
- Lixosa
- Ribosa
- Ribulosa
- Xilosa

- Datos: Q423204